# ديك كاتس
ديك كاتس (بالإنجليزية: Dick Katz)‏ هو عازف جاز وعازف بيانو وملحن أمريكي، ولد في 13 مارس 1924 في بالتيمور في الولايات المتحدة، وتوفي في 10 نوفمبر 2009 في مانهاتن في الولايات المتحدة.

## وصلات خارجية
- ديك كاتس على موقع ميوزك برينز (الإنجليزية)
- ديك كاتس على موقع أول ميوزيك (الإنجليزية)
- ديك كاتس على موقع ديسكوغز (الإنجليزية)